# Frankrike i olympiska sommarspelen 1952
Frankrike deltog med 245 deltagare vid de olympiska sommarspelen 1952 i Helsingfors. Totalt vann de sex guldmedaljer, sex silvermedaljer och sex bronsmedaljer.

## Medaljer

### Guld
- Christian d'Oriola - Fäktning, florett.
- Christian d'Oriola, Jacques Lataste, Jehan Buhan, Claude Netter, Jacques Noël och Adrien Rommel - Fäktning, florett.
- Georges Turlier och Jean Laudet - Kanotsport, C-2 10000 meter.
- Pierre Jonquères d’Oriola - Ridsport, hoppning.
- Raymond Salles, Gaston Mercier och Bernard Malivoire - Rodd, tvåa med styrman.
- Jean Boiteux - Simning, 400 meter frisim.

### Silver
- Alain Mimoun - Friidrott, 5 000 meter.
- Alain Mimoun - Friidrott, 10 000 meter.
- Guy Lefrant - Ridsport, fälttävlan.
- Pierre Blondiaux, Jean-Jacques Guissart, Marc Bouissou och Roger Gautier - Rodd, fyra utan styrman.
- Gilbert Bozon - Simning, 100 meter ryggsim.
- Mady Moreau - Simhopp, svikt.

### Brons
- Joseph Ventaja - Boxning, fjädervikt.
- Jacques Anquetil, Claude Rouer och Alfred Tonello - Cykling, laglinjelopp.
- Maurice Piot, Jacques Lefèvre, Bernard Morel, Jean Laroyenne, Jean-François Tournon och Jean Levavasseur - Fäktning, sabel.
- Louis Gantois - Kanotsport, K-1 1000 meter.
- André Jousseaume - Ridsport, dressyr.
- Jean Boiteux, Joseph Bernardo, Aldo Eminente och Alexandre Jany - Simning, 4 x 200 meter frisim .